# 코스트로마강

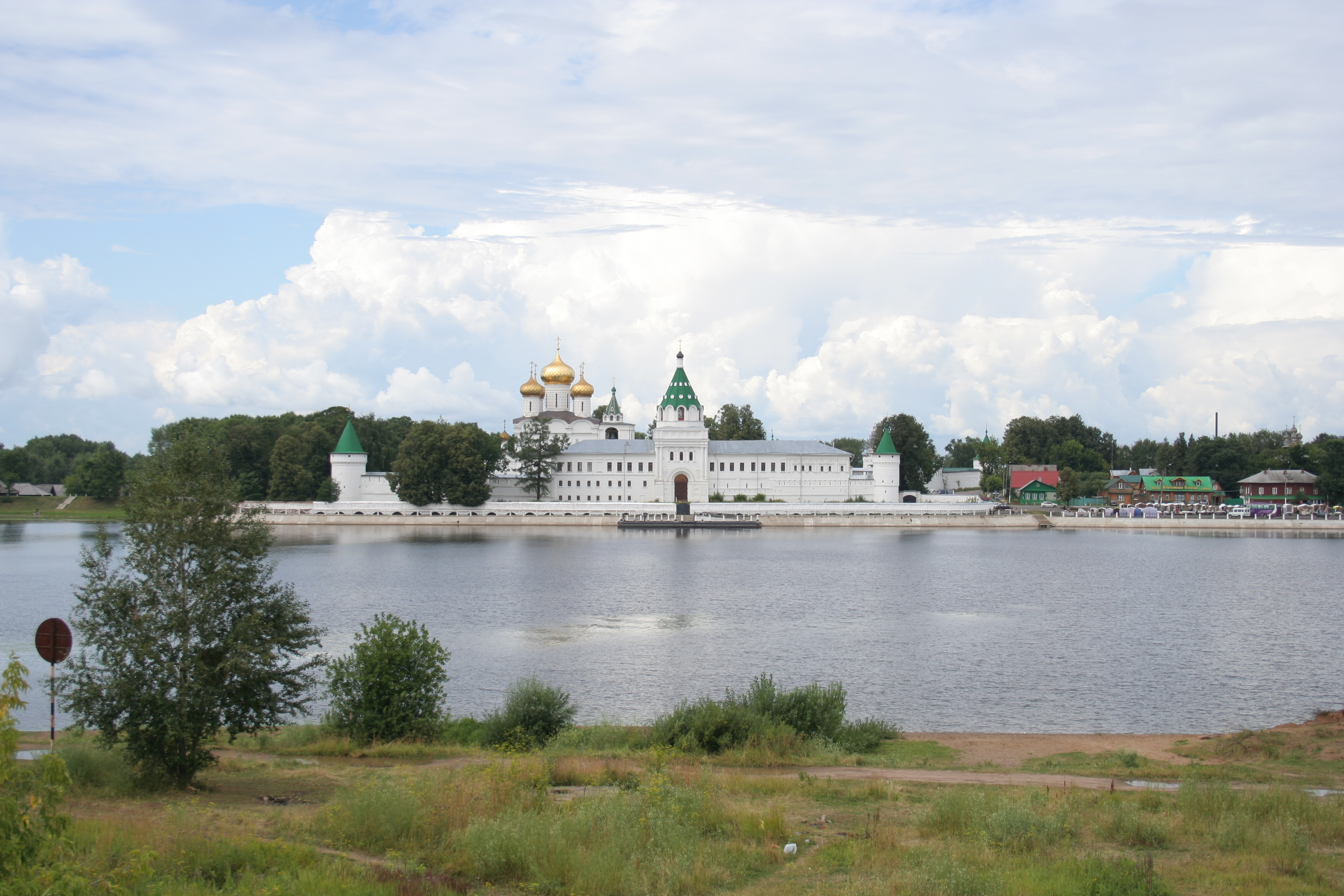

코스트로마강(러시아어: Кострома́)은 볼가강의 지류이다. 코스트로마가 코스트로마강과 볼가강에 접해 있다.길이는 354 km이다.